# André Vanderdonckt
André Vanderdonckt (* 29. Februar 1908 in Flers-lez-Lille (Nord-Pas-de-Calais); † 5. August 1982 in Wattrelos) war ein französischer Radrennfahrer und nationaler Meister im Radsport.

## Sportliche Laufbahn
Vanderdonckt war im Straßenradsport aktiv, fuhr aber auch Querfeldeinrennen. 1928 bis 1930 fuhr er als Unabhängiger und wurde 1931 Berufsfahrer im Radsportteam Vandel. In seiner ersten Saison als Radprofi siegte er in den Eintagesrennen Grand Prix de Fourmies und Paris–Douai (wie schon 1930 und auch 1933). Vanderdonckt gewann Paris–Contres 1932 und 1933, Paris–Mortagne 1932, Paris–Soissons 1933, Paris–Angers, Paris–Somain und Paris–Reims–Verdun (auch 1935) 1934, Paris–Dunkerque 1935. Insgesamt gelangen ihm als Profi 30 Siege. 1932 gewann er die nationale Meisterschaft der Unabhängigen im Straßenrennen.
1933 gewann er die nationale Meisterschaft im Querfeldeinrennen (heutige Bezeichnung Cyclocross).
Zweiter wurde er in den Straßenrennen Circuit franco-belge 1931, Paris–Arras, Paris–Angers und Paris–Lille 1935.